# Национални савет румунске националне мањине у Србији
Национални савет румунске националне мањине (НСРНМ) у Србији, са седиштем у Вршцу, правно је тело за постизање аутономије Румуна у области културе, образовања, информисања и службене употребе румунског језика. НСРНМ представља све Румуне у Републици Србији, без обзира на имена која су им дата (Румуни или Власи). Назив Националног савета Румуна и Влаха у Србији, који се углавном користи на српском језику. Савет се састоји од 23 члана. Чланови савета изабрали су др Валентина Ардељан за председника, док је Даниел Магду председник извршног одбора.
Дана 4. септембра 2004. године одржана је Ванредна скупштина бирача на којој је изабран нови НСРНМ, којој је присуствовало 255 бирача. Кандидовао се на две листе: на првој, названој „листа А“, кандидовали су се бивши чланови Националног савета; на другој, „листи Б“, нашли су се чланови Заједнице Румуна у Србији (Војводина), Савеза Румуна Војводине и Демократског покрета Румуна Србије (Тимочка Крајина). Листа Б је добила 11 места у Већу, а бивши чланови 10 места. Демократска странка Румуна у Србији (Тимочка крајина) саопштила је неколико дана раније да неће присуствовати скупштини у Вршцу, јер јој смета српски назив већа.
НСРНМ функционише кроз четири одељења (Одељење за информисање, Одељење за образовање, Одељење за културу и Одељење за употребу службеног језика). Савет има канцеларије у Кладову, Вршцу, Уздину и Тораку.
Представници главних румунских партија, удружења и организација у Србији (Заједница Румуна у Србији, Демократска странка Румуна у Србији, Савез Румуна Војводине, Демократски покрет Румуна Србије у Тимоку и Удружење за влашко-румунску културу Ariadnae Filum) такође су потписали издату 10. маја 2004. Београдску декларацију у којој су изразили жељу да се оснује заједнички национални савет за румунску мањину северно и јужно од Дунава. Своју активност започео је као представник Румуна из Војводине и Тимочке долине у септембру 2004. године (заменивши стари савет који су чинили само представници војвођанских Румуна).
Национални савет румунске националне мањине је признат од Министарства спољних послова Румуније и део је „Покрајинског савета националних заједница“ у Војводини, у којем председник НСРНМ има статус члана.

## Групе чланова националног савета
Актуелни састав националног савета који је конституисан 2022. године.
| Расподела мандата по групама | Расподела мандата по групама             | Места |
| ---------------------------- | ---------------------------------------- | ----- |
| Укупан број чланова          | Укупан број чланова                      | 23    |
|                              | „Румуни заједно – За сигурну будућност!“ | 19    |
|                              | „Румунска партија – Румуни за румуне“    | 4     |